# ريبيكا لين هوارد
ريبيكا لين هوارد (بالإنجليزية: Rebecca Lynn Howard)‏ هي موسيقية وكاتبة غنائية أمريكية، ولدت في 24 أبريل 1979.

## وصلات خارجية
- الموقع الرسمي
- ريبيكا لين هوارد على موقع ميوزك برينز (الإنجليزية)
- ريبيكا لين هوارد على موقع أول ميوزيك (الإنجليزية)
- ريبيكا لين هوارد على موقع ديسكوغز (الإنجليزية)